# 永井清史
永井 清史（ながい きよふみ、1983年5月18日 - ）は、競輪選手、元自転車競技選手。日本競輪選手会岐阜支部所属、ホームバンクは岐阜競輪場。日本競輪学校（当時。以下、競輪学校）第88期生。師匠は玉木勝実。

## 人物
岐阜県美濃市出身。
競輪学校同期には山崎芳仁、武田豊樹、佐藤友和、渡邉一成、成田和也らがおり、歴代の期別の中でも屈指のエリート集団と呼ばれる一人とされる。さらにその中でも永井は特別選抜入学を果たした「スーパーエリート」であった。
ホームバンクである岐阜競輪場では、加藤慎平らが中心となっている岐阜の選手による練習サークル『闘心會』に所属している。

## 来歴

### 高校時代から競輪学校入学まで
岐阜第一高等学校時代にはインターハイの1kmタイムトライアル（2000年・岐阜）、スプリント（2001年・熊本）で優勝した他、アジア自転車選手権競技大会・スプリントのジュニア部門でも優勝。また、200mフライングタイムトライアルにおいて、ジュニア世界タイ記録となる10.236秒もマークしたことがある。
これらの実績により、高校3年生時となる2001年には、UCI本部内に設けられている世界自転車競技センター（WCC）へ留学。そこで、現在は日本自転車競技連盟（日本車連）・テクニカルディレクター（TD）であるフレデリック・マニェの指導を受けた。帰国後に特別選抜入学者として競輪学校の門を叩いたが、在校競走成績は19位で、1着の回数も11回しかなく、いささか物足りない結果に終わったが、競輪選手としてデビューしてからは高校時代で見せた才能の片鱗を見せる。

### 突然の交替劇
2003年7月15日、ホームバンクである岐阜競輪場でデビューを迎え見事1着。またこの開催では完全優勝を果たす。さらに2004年3月7日にいわき平競輪場で開催されたルーキーチャンピオンレースでは上記の山崎、武田、渡邉、成田らを相手に捲りを決めて勝利。また自転車競技においても非凡な才能ぶりを発揮し、同年に開催されたワールドカップでは、長塚智広（第1走）、伏見俊昭（第2走）とともに第3走として出場したシドニー大会のチームスプリントにおいて優勝を経験。また同年5月にメルボルンで開催された世界自転車選手権のチームスプリントにおいても、長塚、伏見とともに第三走者として出場。予選では7位に入った。
しかし、当時日本代表監督であったオーストラリア人のゲーリー・ウエストは、予選における第三走の永井のタイムが、ウエスト自身が想像していた以上に悪く映り、その後行われた順位決定予備戦（1回戦）では急遽、第三走を井上昌己に交替させた。しかし、急ごしらえのチーム構成となったこともあってか、日本はこの1回戦でイギリスに敗退。結局予選順位である7位が最終成績となった。
一方井上は、チームスプリントの翌日に行われた1kmタイムトライアルにおいて、13位ながらも1分3秒910のタイムをマーク。このタイムは、ウエストを安堵させることにも繋がり、永井の五輪出場の夢は、ほぼここで絶たれたも同然となった。同年6月に発表されたアテネ五輪・トラックレース日本代表選手について、短距離部門は長塚、伏見、井上の3名を選出。そして、この3名で挑んだアテネ五輪・チームスプリントにおいて、日本は銀メダルを獲得した。

### 苦悩の日々
アテネ五輪出場の夢を打ち砕かれた永井であったが、その年の7月にはS級へと昇進した。そしてS級昇進後いきなり、同月前橋競輪場で開催された寬仁親王牌・世界選手権記念トーナメント（寛仁親王牌）に出場するなど、その後はGI・GII開催でも常連となったが、S級では度重なる落車が影響して思うような結果が残せず、また監督であるゲーリーの評価が低かったのか、自転車競技の日本ナショナルチームメンバーからもお呼びがかからなくなってしまった。
しかし2005年の世界選手権を最後にゲーリーはアメリカナショナルチームの監督に就任することが決まり退任。するとゲーリーの後を引き継ぐことになった監督の班目秀雄は、翌2006年のワールドカップ第4戦より永井をナショナルチームに復帰させる。

### 運命の再会
さらに2007年の年初に、WCCで指導を受けたマニェが上記の通り、日本車連のTDに就任。すると永井はマニェの指導の下で眠っていた素質を再び開花させるようになり、3年ぶりに世界選手権の出場を果たした他、競輪でも同年の寛仁親王牌で初のGI決勝進出。その決勝戦ではジャンからスパートをかけて小嶋敬二の優勝に貢献する逃げを見せた他、続くGIIのサマーナイトフェスティバル決勝でも、優勝した濱口高彰を従えて逃げ、2着に入った。そして同年10月に開催された全日本自転車競技選手権大会ではケイリンで2着に入り、同大会終了後、トラックレース日本代表メンバーに選出される。
UCIトラックワールドカップクラシックス、世界選手権などの国際大会では主にチームスプリントと個人スプリントに出場したが、チームスプリントにおける北京オリンピック出場権獲得に貢献した。そして改めて出場選考を経て2008年5月7日に北京オリンピック自転車競技トラックレースの日本代表として選出された。

### 北京オリンピック銅メダル
2008年2月24日に別府競輪場で行われた東西王座戦の西日本王座戦決勝（9着）を最後に本業の競輪を休業し、以後は北京オリンピックまで、自転車競技大会しか出場しなかった。迎えた北京オリンピックでは、チームスプリント及びケイリンに出場することになった。8月15日に行われたチームスプリントでは、長塚智広（第一走）、渡邉一成（第二走）、永井（第三走）のトリオで挑み、予選タイムは44.545秒で同順位は6位。しかし、1回戦にあたる順位決定予備戦でドイツに敗れたことから、予選の6位という順位がそのまま確定順位となった。
8月16日に行われた『ケイリン』。予選3組に登場した永井だが、最終1センター付近で、イタリアのロベルト・キアッパの強引な押圧が影響して4着入線（その後、キアッパが降着処分を受け、3着）に止まり、敗者復活戦回りとなった。しかし、1着選手だけしか勝ちあがれない敗者復活戦では堂々と1周半近くを逃げ切って勝ち、準決勝に進出。準決勝では、優勝候補の一角に目されていたオランダのテオ・ボスら2名が1周回目で落車するアクシデントが発生。ペーサー（誘導員）退避前の落車ということもあり、再発走レースとなったが、落車したボスら2名は再発走レースを棄権。そのため、永井を含めた4名での戦いとなった。結果は敗者復活戦同様、永井は1周半近く逃げ、最後はイギリスのロス・エドガーに交わされたものの2着に入り、オリンピックにおけるケイリン種目では、日本人選手初の決勝進出を果たした。
迎えた決勝では当初最後方の6番手に位置していたが、ペーサーが退避した残りあと3周通過付近より一気に前団へと押し上げ、残りあと2周付近では先頭位置に立った。一方、この位置から改めて先頭位置に入ることになった、イギリスのクリス・ホイだけを前に入れ、残りあと1周付近ではいわゆる「番手勝負」となったが、その後、優勝することになるホイに道中千切れ、ゴール寸前では力尽きた格好となって銀メダルのエドガーにも交わされたが、3位に入り銅メダルを獲得した。なお、オリンピックでは、現役の競輪選手としては3回目（団体競技での獲得を含む）のメダル獲得となった。
また1996年のアトランタオリンピックでの十文字貴信以来となる個人種目でのメダル獲得となったことから、KEIRINグランプリ出場選手選抜方法の2項にある夏季五輪の個人メダリストに優先出走権を与える規定により、12月30日には平塚競輪場で行われたKEIRINグランプリ08への出場（結果は8着）を果たし、この出場により2009年はS級S班格付けとなった。
2009年は4月に佐世保競輪場で行われた共同通信社杯競輪春一番にS級S班枠で出場し、共同通信社杯が年度2回開催に移行してから初の優勝者となり、自身にとっても初のGII優勝となった。この年の終盤には同県の先輩である山口幸二と年間獲得賞金9位を争うことになったが、最終的には永井が滑り込む形でKEIRINグランプリ09の出場権を手に入れ、加藤慎平と『闘心會』ラインを組むことになったが、見せ場なく7着となった。

## 競走スタイル
競輪では先行や捲りを戦法とする自力タイプの選手であり、持ち前のダッシュ力に抜群のトップスピードが加わった走りは、発進加速時に追走の選手すら寄せつけない程である。ただ併走などの混み入った展開を苦手とすることから、ダッシュを生かして早めに集団からの抜け出しにかかることが多い。
また、典型的なハイケイデンス（高回転）型のレーサーである。そのため大ギア時代になると、軽いギアで高回転させるタイプの永井は不利になってしまった(永井のスーパーダッシュは3.92のギアでは発揮できず、かといって軽い3.54等のギアでは周囲の3.92のギアに太刀打ちできないため)。
落車の影響と大ギア時代が本格化した2010年頃からは成績が伸び悩む要因となっている。

## エピソード
- 2008年、最後のふるさとダービーが広島競輪場で行われ、11月3日の決勝戦に永井も進出。ところが、決勝戦当日、指定練習の時間帯である朝9時5分頃にダッシュ練習を行っていたところ、2センター付近で前走選手と接触し転倒。頭部打撲、左肩擦過傷、右手親指裂傷に加え、CT検査を受けたところ軽い記憶喪失状態となったことから、同日午後12時20分頃、決勝戦を欠場することになった。現在のG2以上の格付け開催の決勝戦における当日欠場は、9車立て制となった1968年の競輪祭以降では初めて。なお記憶喪失については一時的なものであり大事には至らなかった。

- 加藤慎平が主宰する『闘心會』だが、その「名づけ親」は永井である[3]。2004年の世界選手権のレース中に急遽、チームスプリントのメンバーから外され、アテネオリンピック出場の道が絶たれたことに対する悔しさから、「もっと闘う気持ちを持ち続けねばならない。」という背景があって浮かんだという。